# AN/UQQ-2 SURTASS
AN/UQQ-2 SURTASS（英語: Surveillance Towed Array Sensor System、サータス）は、アメリカ海軍の水上艦用曳航ソナー・システム。

## 来歴
アメリカ海軍では、1940年代より海洋における音波伝搬の研究に着手した。これはまず、墜落した航空機搭乗員の位置を局限するシステムとして結実したが、低周波の遠距離伝播という特性から、まもなく潜水艦の広域捜索への応用可能性が注目され、1960年末よりSOSUSとして実戦配備された。当時、水上航走やシュノーケル航走が不要な原子力潜水艦の配備が進展したことで、レーダーやアクティブ・ソナーなどによる探知可能性は極めて低くなっていたのに対し、原子力潜水艦は常に原子炉や蒸気タービンからノイズを発生するという特性があり、パッシブ・ソナーによる聴知は有望と期待された。SOSUSはこのパッシブ対潜戦システムの中核として、対潜捜索に非常に活躍した。
しかしソビエト連邦は諜報活動などによってこのパッシブ対潜戦システムの重要性に気づき、1970年代中期より、ヴィクターIII型SSN（671RTM型）やチャーリーII型SSGN（670M型）、デルタ型SSBN（667B型）など、対抗策を講じて静粛性を格段に向上させた潜水艦の艦隊配備を開始した。これにより、アメリカ軍のパッシブ対潜戦システムの効果は減殺されはじめていた。
このことから、SOSUSを補完して機動的運用される広域捜索センサーとして開発されたのがSURTASSである。アメリカ海軍では、1960年代よりリニアアレイを用いた長距離探知の研究に着手しており、まず第一世代のシステムとして、1967年にAN/SQR-14、1971年にAN/SQR-15が配備されていた。SURTASSはAN/SQR-15を代替して、1984年より配備された。1985年には、SOSUSとSURTASSの組み合わせは、統合水中監視システム（IUSS）として認知された。

## 設計

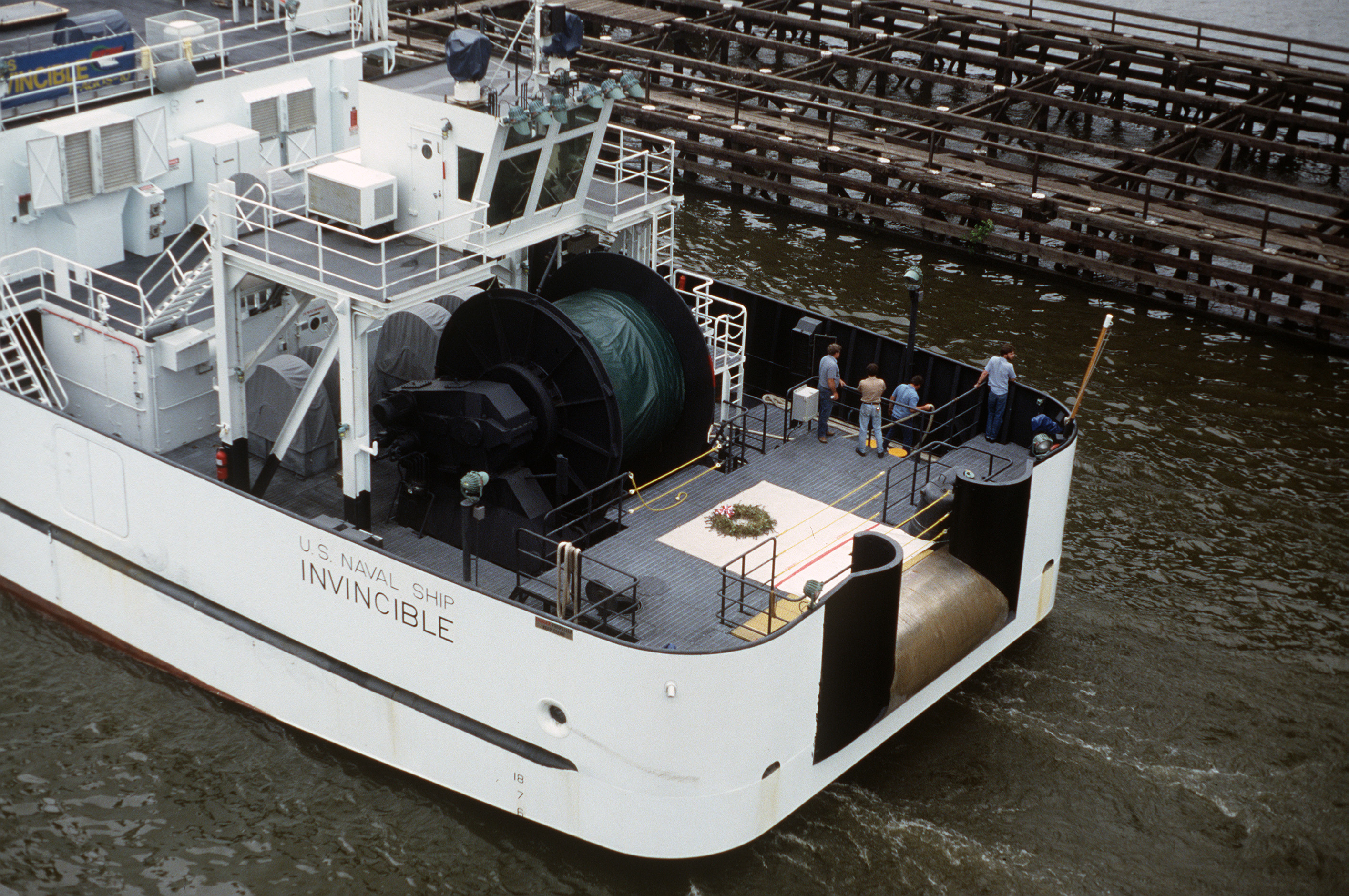
「インヴィンシブル」搭載のSURTASS用ウインチ

SURTASSは音響測定艦（T-AGOS）に装備して運用される曳航ソナーで、ソナー・アレイは8,575フィート (2,614 m)、曳航ケーブルは6,000フィート (1,800 m)という長大なものである。曳航深度は500–1,500フィート (150–460 m)、曳航速度は3ノットとされる。哨戒任務は90日間、哨戒海域まで1,500海里進出できる。
なお、初期の音響測定艦はモノハル・排水量船型を採用していたが、荒天時には艦の動揺によって曳航アレイの直線性が維持できず、探知効率が低下する傾向があった。このため、アメリカ海軍では1986年度の「ヴィクトリアス」よりSWATH船（小水線面積双胴船）に移行し、海上自衛隊のひびき型音響測定艦もこれに倣った。
艦上にはAN/UYS-2音響信号処理装置が設置されているが、基本的に音響信号はDSCS衛星通信によって海軍海洋信号処理施設（Naval Ocean Processing Facility, NOPF）に転送され、SOSUSの受信信号とともに解析される。
また、後のモデルでは、RDA（reduced-diameter fiber-optic array）、LFA（low-frequency adjunct）および曳航音源が導入されており、RDA/LFAの技術開発モデル（EDM）は1991年度に「コリー・ショーエスト」に搭載された。LFAは1988年以降試験を繰り返してきた低周波アクティブ・ソナーで、235デシベル以上という大出力を誇る。LFA/RDA/UYS-2はバイタスティック・ソナーとしての機能がある。

## 搭載艦
アメリカ海軍
- ストルワート級音響測定艦×18隻
- ヴィクトリアス級音響測定艦×4隻
- 音響測定艦インペッカブル

 海上自衛隊
- ひびき型音響測定艦×3隻